# Mentiras (película)
Mentiras es una película dramática mexicana de 1986 dirigida por Abel Salazar y Alberto Mariscal. Está protagonizada por Lupita D'Alessio, Juan Ferrara y Jorge Ortiz de Pinedo.

## Argumento
Una intérprete de comerciales (D'Alessio) buscando su gran oportunidad logra llamar la atención de un productor (Ferrara) mientras entabla amistad con un músico deprimido (Ortiz de Pinedo). El enamoramiento y los problemas parecen inevitables.

## Reparto
| Actor                 | Personaje      | Notas                      |
| --------------------- | -------------- | -------------------------- |
| Lupita D'Alessio      | Lupita Montero |                            |
| Juan Ferrara          | Álvaro Ibáñez  |                            |
| Jorge Ortiz de Pinedo | Enrique Galván |                            |
| Flor Procuna          | Angélica       |                            |
| Rafael Amador         |                |                            |
| Humberto Elizondo     | Don Gabriel    |                            |
| Diana Golden          | Reportera      | Acreditada como Diana Gold |
| Martha Gasque         |                |                            |
| Félix Santaella       |                |                            |
| Kim Terry             |                |                            |

## Lanzamiento
La película se estrenó en los cines durante dieciséis semanas.

## Recepción
Cinémas d'Amérique Latine dijo que la película «se adornaba con una estética digna de la más comun de las telenovelas». Algunas reseñas criticaron la manera en que la película abordó temas feministas, con Debate feminista considerando la película como un ejemplo de una película que transmite una narrativa de «feminidad odiahombres», y Jorge Ayala Blanco en La disolvencia del cine mexicano: entre lo popular y lo exquisito dijo del personaje de D'Alessio que «la ardida Lupita es un fenómeno típicamente clasemediero de suburbia».
Algunas críticas también describieron la película como un vehículo para su estrella Lupita D'Alessio, pero que falló en esa tarea. Ayala Blanco dijo: «Mentiras viene a ser, dentro del cine residual mexicano con masivo éxito prefabricado, un subproducto televisivo cuya función primordial es la expansión (fallida), la extensión (disminuida), el aplauso (sordo), la traslación al celuloide (vanidoso), y el reforzamiento (tautológico) de un personaje producido por la TV que no necesariamente debe ser operante fuera de su ámbito», y la revista Dicine se referiría a la película como «aquel bodrio titulado Mentiras con el que Lupita D'Alessio pretendió inyectarle oxígeno a su devaluada carrera».